# 현재
현재(現在)는 처음으로 직접 느낄 수 있는 지금의 시간을 이르는 말로, 지나간 과거, 앞으로 다가오게 될 미래와 함께 일상에서 쓰인다. 시공간에서는 보통 현재(now)라고 불리는 초평면으로 표현되기도 한다.

## 단어
'현재'와 유사한 뜻으로 '지금', '오늘날' 등의 단어가 쓰인다. '지금'은 '바로 이 때'로 '현재' 보다 좁은 시간 간격에 쓰이며, '요즈음' 또는 '오늘날'은 현재를 포함한 기간 또는 시대로 보다 넓은 시간 간격에 쓰인다.

## 물리학
물리학에서의 '현재'는 관측자가 감지할 수 있는 '동시성'과 관련이 있다. 고전 물리학에서의 시간은 항상 과거에서 미래로 흐른다

## 의문점

### 시간 여행을 하면 '현재'는 어떻게 되는가?
일반인들이 '현재'에 대하여 가지고 있는 느낌은 절대 불변의 순간일 것이다. 그렇지만 시간 여행을 하면 이 개념은 바뀌게 되는데, 예를 들어 1999년 12월 31일 '현재'에서 1998년 1월 1일의 '과거'로 시간 여행을 하게 된다면 1998년 1월 1일이 '현재'가 되게 된다. 1998년 1월 1일로 간 여행자의 입장에서 1999년 12월 31일은 미래가 된다.

### '현재'의 크기는 어느 정도인가?
과거와 미래를 구분하는 경계선인 '현재'는 그 크기가 0이다. 그것은 지금 이 순간이 "아차" 하는 사이에 과거가 되는 것만으로도 알 수 있으며, 물리학에서 '현재'라는 개념을 배제하고 과거와 미래만 가지고 실험을 하여도 큰 문제가 없다는 점에서도 유추해 낼 수 있다.

## 같이 보기
- 시간
- 미래
- 과거